# Christa Markwalder
Christa Markwalder, née le 27 juillet 1975 à Berthoud, originaire de Würenlos et Zurich, est une femme politique suisse, membre du Parti libéral-radical (PLR). Elle est députée du canton de Berne au Conseil national de 2003 à 2023.

## Biographie
Christa Markwalder est titulaire d'une licence en droit de l'université de Berne. Elle est assistante à l'Institut Euro- et économique de droit international de l'université de Berne, avant d'occuper, depuis 2009, la fonction de juriste chez Zurich Financial Services.

### Parcours politique
Elle entre en politique parmi les Jeunes libéraux radicaux suisses à Berthoud, où elle est élue au législatif communal de 1999 à 2002. La même année, elle est élue au Grand Conseil du canton de Berne alors que son père, Hans-Rudolf Markwalder, n'est pas réélu.
En 2003, en raison de son élection au Conseil national, elle quitte le Grand Conseil bernois, où son père reprend sa place. Elle est réélue lors des élections fédérales de 2007 puis de 2011.
En 2010, à la suite de l'élection de Simonetta Sommaruga au Conseil fédéral, Christa Markwalder est candidate à un siège de représentante du canton de Berne au Conseil des États.
Réélue une nouvelle fois conseillère nationale lors des élections fédérales du 18 octobre 2015, elle est élue présidente du Conseil national le 30 novembre suivant, lors de l'ouverture de la 50e législature de l'Assemblée fédérale.
En septembre 2022, elle annonce ne pas vouloir briguer un nouveau mandat pour les élections de 2023, citant des raisons familiales.

### Positionnement politique
Elle se situe à la gauche du PLR.

### Autres fonctions
Christa Markwalder est présidente du Nouveau mouvement européen suisse de 2006 à 2014.
Le 25 janvier 2015, le quotidien Sonntags Zeitung révèle qu'elle préside la direction du « Swiss German Club », institution spécialisée dans la facilitation des procédures pour les entreprises suisses qui souhaitent délocaliser leurs activités en Allemagne.

### Controverses
En juin 2013, elle dépose une intervention parlementaire concernant les relations Suisse Kazakhstan. Il s'avère qu'elle s'est contentée de transmettre une intervention rédigée par une agence de relations publiques, Burson-Marsteller, mandatée par un faux parti d'opposition kazakh, qui est en fait proche du pouvoir. Christa Markwalder pour sa défense plaide la naïveté.